# Upsala sparbank
Upsala sparbank var en sparbank mellan 1830 och 1991 med huvudkontor i Uppsala.
Utöver ett antal kontor i Uppsala har banken haft filialer på ett antal orter i länet, däribland Björklinge, Bro, Brunna, Faringe, Gimo, Järlåsa, Karlholmsbruk, Knivsta, Kungsängen, Sigtuna, Skärplinge, Söderfors, Tierp, Örbyhus och Österbybruk.
Banken grundades 1830 i Uppsala. Den öppnades den 9 oktober 1830. Banken var öppen på lördagseftermiddagar fram till 1864 då man även började ha öppet helgfria onsdagar. Söderfors sockens sparbank, grundad 1824, införlivades i Upsala sparbank från år 1865.
1926 uppförde banken ett nytt huvudkontor på Kungsgatan i Uppsala, ritat av Jacob J:son Gate. Detta revs senare för att göra plats åt en större huvudbyggnad, byggd 1970 på Kungsgatan 36-40. Swedbank fanns kvar i huset fram till år 2016 när kontoret flyttade till renoverade lokaler i gamla Posthuset.
Under 1974 uppgick Alunda sparbank i Upsala sparbank. Därefter var Upsala och Enköpings sparbanker de enda i länet
Under 1991 gick Upsala sparbank och tio andra regionala sparbanker samman i Sparbanksgruppen, som 1992 skulle bilda Sparbanken Sverige med Sparbankernas Bank och Svenska Sparbanksföreningen, som i sin tur blev en del av Föreningssparbanken 1997.
I samband med samgåendet bildades Sparbanksstiftelsen Upland för att förvalta ägandet i den sammanslagna banken och använda avkastningen för att dela ut allmännyttiga bidrag i Upsala sparbanks tidigare verksamhetsområde.

## Källhänvisningar
1. ↑  Upsala sparbank 1830-1905, Nils Gustaf Stenbeck
2. ↑  ”Bidrag till Sveriges officiella statistik. H, Kungl. Maj:ts befallningshavandes femårsberättelser 1861-1865 Upsala län”. Arkiverad från originalet den 8 oktober 2016. https://web.archive.org/web/20161008231909/http://www.scb.se/H/BISOS%201851-1917/BISOS%20H%20Fem%C3%A5rsber%C3%A4ttelser/Fem%C3%A5rsber%C3%A4ttelser%20Uppsala%20l%C3%A4n%201856-1905%20(BISOS%20H)/Befallningshavandes-femarsberattelser-H-Uppsala-lan-1861-1865.pdf. Läst 9 oktober 2016.
3. ↑  http://bygg.uppsala.se/contentassets/ff822fe23eba40d9899293673cde294e/marielund_kulturhistorisk_bebyggelseinventering_september_2009.pdf
4. ↑  http://www.fastighetssverige.se/artikel/vasakronan-saljer-i-uppsala-10790
5. ↑  http://vasakronan.se/pressmeddelande/vasakronan-saljer-for-118-miljoner-i-uppsala
6. ↑  http://www.fastighetsvarlden.se/notiser/swedbank-fyller-upp-kloverns-succeprojekt/
7. ↑  Sparbankerna 1974, Statistiska centralbyrån 1975